# 대한민국 형법 제172조
대한민국 형법 제172조는 폭발성물건파열에 대한 형법각칙의 조문이다. 제1항은 폭발성물건파열죄를 제2항은 폭발성물건파열과실치사죄 및 폭발성물건파열과실치상죄를 규정한다.

## 조문
제172조(폭발성물건파열) ① 보일러, 고압가스 기타 폭발성있는 물건을 파열시켜 사람의 생명, 신체 또는 재산에 대하여 위험을 발생시킨 자는 1년 이상의 유기징역에 처한다.
②제1항의 죄를 범하여 사람을 상해에 이르게 한 때에는 무기 또는 3년 이상의 징역에 처한다. 사망에 이르게 한 때에는 무기 또는 5년 이상의 징역에 처한다.
[전문개정 1995.12.29]

第172條(爆發性物件破裂) ① 보일러, 高壓가스 기타 爆發性있는 물건을 破裂시켜 사람의 生命, 身體 또는 財産에 대하여 위험을 발생시킨 者는 1年 이상의 有期懲役에 處한다.
②第1項의 罪를 犯하여 사람을 傷害에 이르게 한 때에는 無期 또는 3年 이상의 懲役에 處한다. 死亡에 이르게 한 때에는 無期 또는 5年 이상의 懲役에 處한다.
[全文改正 1995.12.29.]

## 구성요건
“생명, 신체 또는 재산에 대한 위험”의 발생을 구성요건으로 한다.

## 같이 보기
- 현주건조물방화치사죄
- 현주건조물방화죄
- 방화죄
- 대한민국 형법 제166조